# Changer de société, refaire de la sociologie
Changer de société, refaire de la sociologie est un ouvrage du sociologue français Bruno Latour paru aux éditions La Découverte en 2006. 
Il s'agit de la traduction de Reassembling the social: an introduction to actor-network-theory paru un an auparavant (Oxford ; New York, Oxford University Press). 

## Description
Dans cet ouvrage Latour propose une synthèse de la théorie de l'acteur-réseau, un champ de recherche en sciences sociales issu des Science and technology studies dont il est l'un des principaux théoriciens avec Michel Callon, John Law et les chercheurs du Centre de sociologie de l'innovation (CSI) de l'École des mines de Paris. L'auteur développe une approche de la sociologie à travers le prisme d'« associations », le social résultant d'associations d'entités hétérogènes et non d'une définition a priori. De la même manière, la société est écartée, l'auteur lui préférant le terme de « collectif », plus neutre et moins chargé de présupposés qui le rendraient infigurable. Contrairement à la sociologie traditionnelle ou critique, Latour défend une approche descriptive du social qui consiste à suivre les acteurs (et les actants) dans leur action face à des situations incertaines. Le concept de « médiateur » devient alors central et permet de multiplier les entités qui forment le réseau où circule l'action à travers de multiples transformations ou « traductions » (selon le concept introduit par Callon).

## Table des matières
- Introduction

- Comment recommencer à suivre les associations ?
- I / Comment déployer les controverses sur le monde social ?

- Introduction : du bon usage des controverses
- Première source d'incertitude : pas de groupes, mais des regroupements
- Une liste des traces laissées par la formation de groupes
- Pas de travail, pas de groupe
- Médiateurs contre intermédiaires
- Deuxième source d'incertitude : débordés par l'action
- Un acteur n'agit pas : on le fait agir
- Une enquête de métaphysique appliquée
- Une liste pour enregistrer les controverses sur les sources de l'action
- Comment faire faire quelque chose à quelqu'un
- Troisième source d'incertitude : Quelle action pour quels objets ?
- Élargir la gamme des acteurs
- Les objets aussi participent à l'action
- Les objets ne laissent de traces que par intermittence
- Une liste de situations pour rendre visible le rôle des objets
- Qui a oublié les relations de pouvoir ?
- Quatrième source d'incertitude : des faits indiscutables aux faits disputés
- Constructivisme, pas constructivisme social
- L'heureux naufrage de la sociologie des sciences
- Se passer de toute explication sociale
- Traduction contre transport
- L'expérience mène plus loin
- Une liste pour nous aider à déployer les faits disputés
- Cinquième source d'incertitude : rédiger des comptes rendus risqués
- Nous écrivons des textes, nous ne regardons pas à travers une vitre
- Mais qu'est-ce qu'un réseau, à la fin ?
- Retour aux fondamentaux : une liste de carnets
- Déploiement, non pas critique
- Que faire de l'acteur-réseau ?
- Interlude sous forme de dialogue

- II / Comment retracer les associations ?

- Introduction : pourquoi le social est-il si difficile à dessiner ?
- Le monde social est plat !
- Premier mouvement : localiser le global
- Du panoptique à l'oligoptique
- Panoramas
- Deuxième mouvement : Redistribuer le local
- Articulateurs et localisateurs
- Le lieu improbable des interactions face-à-face - Plug-ins
- Des acteurs aux attachements
- Troisième mouvement : connecter les sites
- Des normalisations aux énoncés collectants
- Les médiateurs, enfin
- Plasma : les masses manquantes
- Conclusion : de la société au collectif — peut-on réassembler le social ?

- Quel type d’épistémologie politique ?
- Une discipline parmi d'autres
- Une autre définition de la composition politique
- Bibliographie

## Éditions
- Reassembling the social: an introduction to actor-network-theory, Oxford ; New York, Oxford University Press, 2005.  (ISBN 978-0-1992-5604-4))
- Changer de société, refaire de la sociologie, traduit de l'anglais par Nicolas Guilhot, Paris, La Découverte, « Sciences humaines et sociales », 2005 ; 2007  (ISBN 978-2-7071-5327-2)